# Quba (stad)
Quba (ook: Guba) is een stad in Azerbeidzjan en is de hoofdplaats van het district Quba.
De stad telt 23.900 inwoners (01-01-2012).
Een gedeelte aan de noordkant van de rivier heet Qirmizi Qəsəbə of Krasnaja Sloboda. Het is de woonplaats van circa 3000 Bergjoden.